# Montpelier (Schiff)
Die USS Montpelier (CL-57) war ein Leichter Kreuzer der United States Navy der Cleveland-Klasse. Sie stand von 1942 bis 1947 im Dienst der US-Marine und wurde im Pazifik eingesetzt.

## Geschichte

### Kampfeinsätze 1944 und 1945
Am 29. und 30. Januar 1944 nahm die USS Montpellier an der Schlacht bei Rennell Island teil. Das Schiff deckte die Anlandungen von US-Truppen auf Rennell am 21. Februar 1944 ab. In der Nacht vom 5. auf den 6. März beschoss sie den Flugplatz Vila-Stanmore auf der Insel Kolombangara der Salomonen und half einen feindlichen Zerstörer zu versenken. Für die nächsten 4 Monate operierte sie in den Salomonen um den Abzug japanischer Truppen zu verhindern und feindliche Stellungen zu beschießen.
In der Task Force 39 wurde sie als Flaggschiff für die Invasion der Treasury-Inseln und Bougainville eingesetzt. Am 1. November beschoss die Montpelier die Buka-Bonis-Flugplätze an der Nordspitze von Bougainville und die japanische Verteidigungsstellungen auf den Inseln Poporang und Ballalae der Salomonen. Bei der Seeschlacht bei der Kaiserin-Augusta-Bucht in der Nacht von 1. auf 2. November half die Schiffsbesatzung bei der Zerstörung eines feindlichen Schiffes und die Montpellier Kanoniere schossen fünf feindliche Flugzeuge ab.
Vom 15. bis 19. Februar 1944 schützte die Montpelier die amphibische Landung auf den Green Islands. Im März jagte sie japanische Schiffe südlich von Truk und nahm an der Invasion von Emirau teil. Als Teil der Task Force 58 nahm sie vom 19. bis 21. Juni an der entscheidenden Schlacht in der Philippinensee teil, bei der drei japanischen Flugzeugträger versenkt wurden. Die Montpellier fuhr zu den Marianen und nahm an der Schlacht um die Marianen-Inseln teil. Das Schiff führte den Beschuss feindlicher Stellungen während der Schlacht um Saipan, der Schlacht um Tinian und der Schlacht um Guam durch. Sie verließ die Marianen am 2. August zur Überholung in den Vereinigten Staaten.
Am 25. November kehrte sie zurück und verstärkte die US-Flotte im Golf von Leyte. Während sie auf einer defensiven Patrouille im Golf fuhr, kämpfte sie gegen Kamikazeangriffe und schoss vier Flugzeuge ab. Ab dem 12. Dezember sorgte die Montpelier für eine Strandabdeckung für die Invasion auf der Insel Mindoro. Sie kämpfte gegen feindliche Kamikazeflugzeuge und beschützte Truppen bei der Landung am Golf von Lingayen im Januar 1945. Von Februar bis Mai unterstützte sie Operationen um die Philippinen. Anfang bis Mitte Juli unterstützte das Schiff um Balikpapan Minensucher und amphibische Kräfte. Sie beschoss dabei  feindliche Positionen. In der zweiten Julihälfte und Anfang August machte Montpelier drei Antischiffssucheinsätze gegen die japanische Schifffahrt im Ostchinesischen Meer.

### Kriegsende und Außerdienststellung
Nach Kriegsende ankerte sie vor Wakayama in Japan und half bei dem Abtransport von alliierten Kriegsgefangenen. Nach einer Inspektion japanischer Schiffe ging ein Teil ihrer Crew an Land, um die Ruinen von Hiroshima zu besichtigen. Am 18. Oktober unterstützte sie die Landung der Besatzungstruppen in Matsuyama. Am 15. November verließ die USS Montpelier Japan und fuhr zur US-Ostküste. Sie meldete sich zum Dienst bei der Atlantik Flotte am 11. Dezember 1945. Am 1. Juli 1946 trat das Schiff seinen Dienst bei der 16. Flotte an. Die Außerdienststellung des Schiffes erfolgte am 24. Januar 1947 in Philadelphia und es wurde zur Reserveflotte gestellt. Sie wurde am 1. März 1959 aus dem Marineregister gestrichen. Als Schrott wurde es an Bethlehem Steel am 22. Januar 1960 verkauft und in der Folgezeit abgebrochen.
Die USS Montpelier  erhielt insgesamt dreizehn Battle Stars für ihren Einsatz während des Zweiten Weltkriegs.